# Henri Van Effenterre
Pour les articles homonymes, voir Effenterre.
Henri Van Effenterre, né le 11 mars 1912 à Paris et mort le 3 novembre 2007 à Boulogne-Billancourt, est un archéologue français, ancien membre de l'École française d'Athènes, qui a consacré une partie de sa vie au palais Minoen de Malia en Crète (2000/1300 av. J.-C.).
Il est le père du cinéaste Bertrand van Effenterre.

## Biographie
Après de brillantes études qui le conduisirent au grade universitaire de docteur ès lettres et un passage à l'École française d'Athènes, il devient professeur à l'université de Caen, et directeur de l'archéologie et des beaux-arts de Normandie.
En 1951, René Étienne et Henri Van Effenterre créent l'Association d'études normandes, pour réfléchir sur le passé et l'avenir de la région normande. Henri Van Effenterre est le premier directeur de la revue Études normandes.
Scout de France depuis 1924, Henri Van Effenterre y exerça par la suite différentes fonctions. De 1940 à 1944, il fit partie de l’Équipe nationale zone Nord, sous la direction de Pierre Delsuc, après avoir été grièvement blessé lors des combats de la campagne de France (il y a perdu un bras). Il eut notamment la délicate fonction de publier la revue Les Dossiers de l’éducateur, destinée à soutenir les activités du scoutisme interdit par les Allemands. En 1947, Henri Van Effenterre fut commissaire général du Jamboree de Moisson et l’un des acteurs majeurs de son éclatante réussite. Il fut aussi le pionnier de l’histoire du scoutisme en publiant dès 1947 le « Que sais-je ? » Histoire du scoutisme, réédité en 1961.
Henri Van Effenterre fut parallèlement un helléniste et un archéologue réputé, il termina sa carrière comme professeur émérite à l'université Panthéon-Sorbonne. Il est l’auteur d’une trentaine d’ouvrages sur la Grèce antique. Il consacra avec sa femme Micheline, une partie de ses travaux au palais minoen de Malia en Crète (2000/1300 av. J.-C.).

## Distinctions
- Croix de guerre 1939–1945
- Chevalier de la Légion d'honneur
- Commandeur de l'ordre des Palmes académiques